# Гёдель, Курт
Курт Фри́дрих Гёдель (нем. Kurt Friedrich Gödel; 28 апреля 1906, Брюнн, Австро-Венгрия — 14 января 1978, Принстон, Нью-Джерси) — австрийский логик, математик и философ математики. Наиболее известен сформулированными и доказанными им теоремами о неполноте, которые оказали огромное влияние на представление об основаниях математики. Считается одним из наиболее выдающихся мыслителей XX века.
Член Национальной академии наук США (1955), иностранный член Лондонского королевского общества (1968). Лауреат Эйнштейновской премии (1951).
Удостоен Национальной научной медали США (1974).

## Биография

### Ранние годы
Курт Гёдель родился 28 апреля 1906 года в австро-венгерском (моравском) городе Брюнн (ныне Брно, Чехия) в немецкой семье. Отец Курта — Рудольф Гёдель (1874—1929) — был совладельцем и управляющим крупной текстильной фабрики. В семье был ещё старший брат, названный в честь отца Рудольфом. С детства Курт отличался стеснительностью, погружённостью в себя, ипохондрией, а также чрезвычайной мнительностью — нередко он сам внушал себе всевозможные суеверия, от которых не мог избавиться до конца жизни (например, даже в жару он носил тёплую одежду и перчатки, поскольку считал, безо всяких к тому оснований, что у него слабое сердце).
В 1918 году, после распада Австро-Венгрии, Гёдель получил чехословацкое гражданство, однако считал себя австрийцем. В 23 года он официально принял австрийское гражданство.
Ещё в детстве Курт проявил способности к языкам; помимо родного немецкого он уже в юности свободно говорил по-английски и по-французски. Окончив школу в 1923 году, Гёдель поступил в Венский университет. Там он два года изучал физику, но затем переключился на математику. С 1926 года участвовал в семинарах Венского философского кружка неопозитивистов, особый интерес проявил к математической логике и теории доказательств. Большое влияние на научную карьеру Гёделя оказало посещение им лекции Давида Гильберта в Болонье. Лекция была посвящена вопросам полноты и непротиворечивости аксиоматических систем. В 1930 году Гёдель защитил диссертацию на тему «О полноте логического исчисления» (руководителем был Ханс Хан) и начал преподавать в Венском университете.

### Научные успехи. Эмиграция (1931—1948)
Ещё в начале XX века Давид Гильберт провозгласил цель аксиоматизировать всю математику, и для завершения этой задачи оставалось доказать непротиворечивость и логическую полноту арифметики натуральных чисел. 7 сентября 1930 года в Кёнигсберге проходил научный конгресс по основаниям математики, и на этом конгрессе 24-летний Гёдель впервые обнародовал две фундаментальные теоремы о неполноте, показавшие, что программа Гильберта не может быть реализована: при любом выборе аксиом арифметики существуют теоремы, которые невозможно ни доказать, ни опровергнуть простыми (финитными) средствами, предусмотренными Гильбертом, а финитное доказательство непротиворечивости арифметики невозможно.
Это выступление не было заявлено заранее и произвело ошеломляющий эффект, Гёдель сразу стал всемирной знаменитостью, а программа Гильберта по формализации основ математики потребовала срочного пересмотра. Статья с обеими теоремами («О принципиально неразрешимых положениях в системе Principia Mathematica и родственных ей системах») была опубликована в научном ежемесячнике Monatshefte für Mathematik und Physik в 1931 году. Хотя доказательство второй теоремы Гёдель дал только в виде идеи, его результат был настолько ясен и неоспорим, что не вызвал сомнений ни у кого. Гильберт сразу признал ценность открытий Гёделя; первые полные доказательства обеих теорем были опубликованы в книге Гильберта и Бернайса «Основания математики» (1938). В предисловии ко второму тому авторы признали, что для достижения поставленной цели финитных методов недостаточно, и добавили в число логических средств трансфинитную индукцию; в 1936 году Герхард Генцен сумел доказать с помощью этой аксиомы непротиворечивость арифметики, однако логическая полнота так и осталась недостижимой.
В 1933 году, уже в должности приват-доцента Венского университета, Гёдель получил приглашение в Принстонский университет (США), где прочитал курс лекций «О неразрешимых теоремах формальных математических систем». В Принстоне он познакомился и подружился с Эйнштейном. В дальнейшем (1934—1939) Гёдель посещал Принстон почти каждый год, чем немало содействовал развитию американской школы математической логики (Клини, Чёрч и другие).
В марте 1938 года Австрия была присоединена к нацистской Германии. В ходе начавшейся реформы университетской системы Гёдель остался без работы, хотя «неарийской крови» у него не было. В довершение неприятностей 32-летний математик был признан годным к армейской службе и получил мобилизационную повестку. С этого момента Гёдель, ранее равнодушный к политике, начал задумываться об эмиграции. В этом же 1938 году Гёдель женился на танцовщице Адели Поркерт, которая была на шесть лет старше его. Брак оказался удачным, но детей у них не было.
В 1940 году Гёдель, опасаясь призыва в армию, уехал с женой и братом Рудольфом в США, причём из-за опасности пути через Атлантику во время начавшейся войны поехал туда через дружественные к Германии на тот момент СССР (по Транссибу) и Японию. В США он без проблем получил должность в недавно основанном принстонском Институте перспективных исследований, в 1953 году был утверждён там профессором. Мать осталась в Брно, Гёдель регулярно ей писал. С 1940 года Гёдель больше не публиковал исследований по логике, за исключений комментариев философского характера.
В 1948 году Гёдель получил американское гражданство. На собеседовании он попытался доказать, что Конституция США формально-логически неполна и не гарантирует защиты от установления диктатуры, но был вежливо остановлен. Предполагаемое противоречие, найденное математиком, было названо лазейкой Гёделя.
До самой смерти Эйнштейна (1955) они много времени проводили вместе, оживлённо обсуждая физику, политику и философию. Следствием этих бесед стали несколько статей Гёделя по теории относительности. В Австрию Гёдель не вернулся даже после войны, хотя Венский университет его настойчиво приглашал.

### Болезнь и смерть
Ещё с 1930-х годов у Гёделя обнаруживались скрытые признаки психического нездоровья, которые проявлялись в тревожности и излишней подозрительности, но в периоды обострений принимали более явные, навязчивые формы. Так, на фоне психологического переутомления, связанного с событиями 1931 года, нервный срыв вывел Гёделя из строя на несколько месяцев. 22 июня 1936 года был убит Мориц Шлик, основатель и бессменный руководитель Венского кружка. Гёдель, всегда восхищавшийся своим наставником Шликом, испытал новый нервный срыв и не мог работать до конца года. В том же 1936 году у него развился параноидальный страх отравления. Опорой Гёделя в нелёгкое время была его жена Адель, кормившая его с ложки и буквально выходившая мужа. Из сохранившихся записей библиотечных запросов этого периода известно, что он изучал литературу по душевным расстройствам, фармакологии и токсикологии (особенно характерно неоднократное обращение к техническому справочнику по отравлениям угарным газом), что лишь осложняло впоследствии его лечение.
Позже, в Принстоне (1941), несмотря на улучшение общего состояния, Гёдель по-прежнему испытывал дискомфорт от присутствия устройств, способных, по его мнению, испускать отравляющие газы. По этой причине он даже распорядился вынести из квартиры холодильник и отопительный радиатор. Его одержимость свежим воздухом и подозрения по поводу холодильника сохранялись до конца жизни, а периоды частичной ремиссии чередовались с ухудшениями. Особенно тяжёлым ударом для Гёделя стала смерть его друга Альберта Эйнштейна в 1955 году. В 1960‑х годах Гёдель прекратил чтение лекций.
В 1970-х годах состояние Гёделя стало резко ухудшаться. У него наблюдались галлюцинации, параноидальное поведение по отношению к врачам и коллегам. Ухудшилось и состояние здоровья Адели, теперь она не могла ухаживать за ним так, как раньше, а он, в свою очередь, — за ней. Огромную поддержку оказывал друг Гёделя, экономист и математик Оскар Моргенштерн.

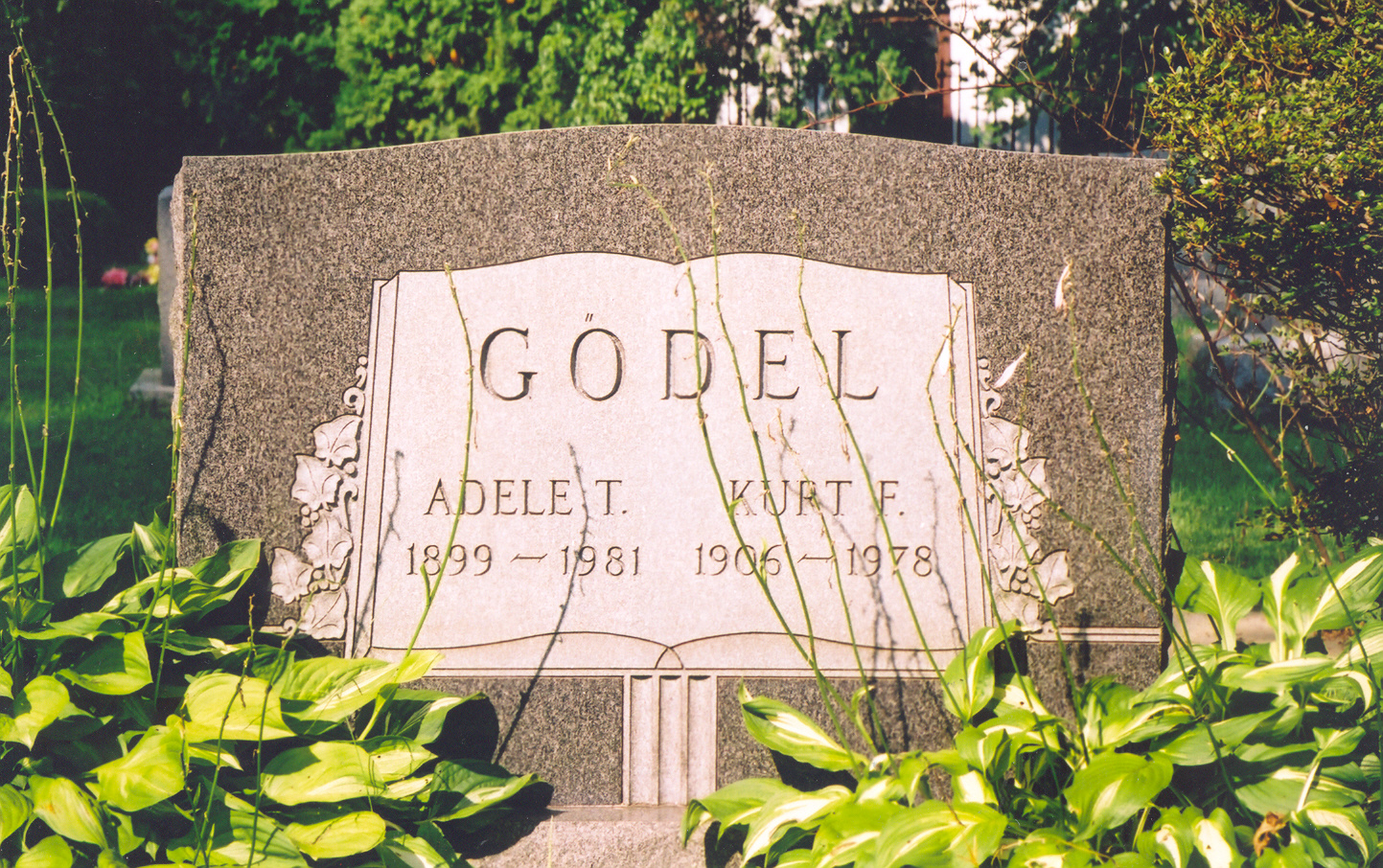
Могила Курта и Адели Гёдель в Принстоне

В феврале 1976 года паранойя Гёделя опять обострилась, начал снижаться вес, и его уговорили на госпитализацию. Однако уже через неделю, даже не выписавшись, он вернулся домой. Подозрения касались теперь и жены — Моргенштерну и другим людям он рассказывал, что та якобы раздала в его отсутствие все его деньги. В июне Адель была госпитализирована (до августа). Гёдель проводил с ней, по-видимому, достаточно много времени и плохо питался. Осенью он ненадолго снова попал в больницу, где, как он сообщил, его якобы пытались убить. После возвращения домой состояние не улучшалось. Несмотря на уговоры друзей, от очередной госпитализации он отказывался.
В июле 1977 года Адель вновь попала в больницу, где пробыла до декабря. 26 июля умер Моргенштерн. Это событие и отсутствие жены оказали решающее влияние на состояние Гёделя в последующие несколько месяцев — его вес уменьшился до 30 кг, паранойя прогрессировала. 29 декабря, следуя настояниям жены, возвратившейся около недели до того, Гёдель согласился на госпитализацию. Однако врачи существенную помощь оказать уже не могли. В свидетельстве о смерти сказано, что Курт Гёдель скончался 14 января 1978 года от «недоедания и истощения, вызванных расстройством личности». Адель пережила мужа на четыре года.

## Научная деятельность
Гёдель был логиком и философом науки. Наиболее известное достижение Гёделя — это сформулированные и доказанные им теоремы о неполноте, опубликованные в 1931 году. Одна из них гласит, что любая эффективно аксиоматизируемая теория с достаточно богатым языком, пригодным для определения натуральных чисел и операций сложения и умножения, является неполной либо противоречивой. Неполнота означает наличие высказываний, которые нельзя ни доказать, ни опровергнуть, исходя из аксиом этой теории. Противоречивость — возможность доказать любое высказывание: как истинное, так и ложное. Эффективная аксиоматизируемость понимается как возможность алгоритмически решить, является ли данное утверждение аксиомой. Доказанные Гёделем теоремы имеют широкие последствия как для математики, так и для философии (в частности, для онтологии и философии науки).
В 1938 году Гёдель получил важный результат, связанный с континуум-гипотезой Кантора: он доказал, что отрицание континуум-гипотезы недоказуемо в стандартной аксиоматике теории множеств (система Цермело — Френкеля) с аксиомой выбора. В 1963 году Пол Коэн дополнил этот результат, показав, что и сама континуум-гипотеза недоказуема. Гёдель также активно участвовал в развитии аксиоматики теории множеств.
Кроме того, Гёделю принадлежат несколько работ в области дифференциальной геометрии и в теоретической физике. В частности, он написал работу по общей теории относительности, в которой предложил вариант решения уравнений Эйнштейна, из которого следует, что строение вселенной может иметь такое устройство, в котором течение времени является закольцованным (метрика Гёделя), что теоретически допускает путешествия во времени. Большинство современных физиков считают это решение не имеющим физического смысла, однако важен сам факт, что из общей теории относительности не обязательно следует существование абсолютной шкалы времени.
В 1994 году был опубликован сборник ранее не издававшихся рукописей Гёделя; работы эти посвящены в основном философским вопросам, а также историко-научным, теологическим и мистическим проблемам.

## Память и отличия
- В 1951 году учёный получил высшую научную награду США — Эйнштейновскую премию.
- В 1957 году избран членом Американской академии искусств и наук.
- В 1974 году награждён Национальной медалью науки США.
- В 1985 году его именем назван астероид (3366) Гёдель[нем.].
- В 1993 году учреждена премия в области теории вычислительных систем имени Курта Гёделя.

В Вене есть «Аллея Гёделя» (Gödelgasse). При Венском университете существует Исследовательский центр по математической логике имени Гёделя. В честь учёного назван ряд научных теорем и понятий, в том числе:
- Метрика Гёделя
- Нумерация Гёделя
- Система аксиом фон Неймана — Бернайса — Гёделя
- Теорема Гёделя о полноте и теорема Гёделя о неполноте
- Функция Гёделя

## Основные труды
Гёдель опубликовал относительно немного научных трудов, но почти каждая его статья становилась научным событием.
- 1930, Die Vollständigkeit der Axiome des logischen Funktionenkalküls. Monatshefte für Mathematik und Physik 37: 349-60. Это диссертация Гёделя, «Полнота аксиом исчисления логических функций».
- 1931, Über formal unentscheidbare Sätze der Principia Mathematica und verwandter Systeme, I. Monatshefte für Mathematik und Physik 38: 173-98.
- 1932, Zum intuitionistischen Aussagenkalkül, Anzeiger Akademie der Wissenschaften Wien 69: 65-66.
- 1940. The Consistency of the Axiom of Choice and of the Generalized Continuum Hypothesis with the Axioms of Set Theory. Princeton University Press. Это конспект принстонских лекций Гёделя.
  - Русский перевод: К. Ф. Гёдель. Совместимость аксиомы выбора и обобщённой континуум-гипотезы с аксиомами теории множеств. Успехи математических наук, 1948, 3:1 (23), стр. 96-149.
- 1947. What is Cantor’s continuum problem? The American Mathematical Monthly 54: 515-25. Revised version in Paul Benacerraf and Hilary Putnam, eds., 1984 (1964). Philosophy of Mathematics: Selected Readings. Cambridge Univ. Press: 470-85.
- 1950, Rotating Universes in General Relativity Theory. Proceedings of the international Congress of Mathematicians in Cambridge, 1: 175-81. Это реферат выступления Гёделя на Международном конгрессе математиков (Кембридж (Массачусетс), 1950).
- Collected Works: Oxford University Press: New York. Editor-in-chief: Solomon Feferman. 1986—2003.
  - Volume I: Publications 1929—1936. ISBN 978-0-19-503964-1,
  - Volume II: Publications 1938—1974. ISBN 978-0-19-503972-6,
  - Volume III: Unpublished Essays and Lectures. ISBN 978-0-19-507255-6,
  - Volume IV: Correspondence, A-G. ISBN 978-0-19-850073-5,
  - Volume V: Correspondence, H-Z. ISBN 978-0-19-850075-9.
- Гёдель К. Расселовская математическая логика // Рассел Б. Введение в математическую философию. Новосибирск, 2007.